# 吉川清右衛門
吉川 清右衛門（よしかわ せいえもん、1850年12月18日（嘉永3年11月15日） - 没年不明）は、日本の資産家。族籍は神奈川県平民。

## 人物
神奈川県平民・吉川勝次郎の三男。1870年、家督を相続する。農業、金貸業を営み、神奈川県下における資産家として知られる。住所は神奈川県久良岐郡金沢村大字富岡（現横浜市）。

## 家族・親族
吉川家
- 妻・イネ（1850年 - ?、神奈川、吉田甚蔵の長女）[2]
- 二男・清吉（1883年 - ?）
  - 同妻・タツ（1888年 - ?、神奈川、山田庄之助の四女）[2]
- 長女[2]
- 三女[2]
- 六女[2]
- 養子[2]
- 孫[2]